# Oligosarcus
Oligosarcus Günther, 1864 è un genere di pesci d'acqua dolce appartenenti alla famiglia Characidae.

## Distribuzione e habitat
Come tutti i caracidi sono originari del Sudamerica.

## Descrizione
La lunghezza massima varia dai 7 cm di Oligosarcus macrolepis ai 32 cm di Oligosarcus hepsetus.

## Specie
Attualmente (2017) il genere comprende 22 specie:
- Oligosarcus acutirostris
- Oligosarcus amome
- Oligosarcus argenteus
- Oligosarcus bolivianus
- Oligosarcus brevioris
- Oligosarcus hepsetus
- Oligosarcus itau
- Oligosarcus jacuiensis
- Oligosarcus jenynsii
- Oligosarcus longirostris
- Oligosarcus macrolepis
- Oligosarcus menezesi
- Oligosarcus oligolepis
- Oligosarcus paranensis
- Oligosarcus perdido
- Oligosarcus pintoi
- Oligosarcus planaltinae
- Oligosarcus platensis
- Oligosarcus robustus
- Oligosarcus schindleri
- Oligosarcus solitarius
- Oligosarcus varii